# 레온 러솜

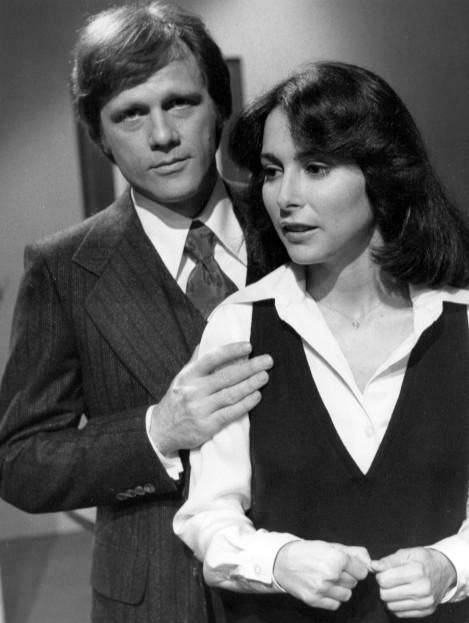

레온 러솜(Leon Russom, 1941년 12월 6일 ~ )은 미국의 배우, 텔레비전 배우, 영화배우이다.
리틀록에서 태어났다.

## 영화
- 더 퍼즈 (2017년)
- 더 브레이브 (2010년) - 보안관 역
- 프리즌 브레이크: 완결편 (2009년)
- 프리즌 브레이크 시즌1 (2005년) - 제너럴 조나단 크랜츠 역
- 더 조니 크로니클즈 (2002년)
- 에너미 라인스 (2001년) - 에드 버넷 역
- 맨 오브 오너 (2000년)
- 위대한 레보스키 (1998년) - 말리부 경찰서장 역
- 에이리언 네이션 - 씨크리트 웨폰 (1995년)
- 색슨 클럽 (1994년)
- 미드나잇 런 - 제2탄 (1994년)
- 더블 드래곤 (1994년)
- 노라의 실종 (1993년)
- 천인의 영웅 (1992년)
- 사생활(영어판) (1992년)
- 사랑할 수 밖에 없는 그대 (1991년)
- 드래곤 작전 (1991년)
- 스타 트랙 6 - 미지의 세계 (1991년)
- 인질 (1988년)
- 특명 24시 (1988년)
- 사랑 연습 (1988년)
- 슛! 골인 (1987년)
- 노 웨이 아웃 (1987년) - 케빈 오브라이언 역
- 악마의 분신 (1985년)